# 八幡神社 (奥州市胆沢区)
八幡神社（はちまんじんじゃ）は、岩手県奥州市胆沢区にある神社。旧社格は村社。本殿附棟札が文化財指定を受けている。

## 祭神
- 伊耶那岐命（イザナギノミコト）
- 誉田別命（ホンダワケノミコト）

## 歴史
口碑によると、創建は後冷泉天皇の時代である1054年（天喜2年）、源義家が安倍貞任を追伐の時（前九年の役）に石清水八幡宮から勧請したとされている。現在の本殿は1639年（寛永16年）に、当時の領主であった武田氏貞によって建立された伝えられ、1677年（延宝5年）に再興される。1883年（明治16年）には村社に列した。

## 文化財

### 本殿附棟札
本屋桁行2.428m、梁間1.982m。向拝桁行2.428m、梁間1.89m。一間社、流れ造、屋根はこけら葺。海老虹梁、手挟、大瓶束などの形も良く、全面に施された彩色、また内法長押上の小壁にみられる浮き彫り、そして丸彫りの木鼻類、さらには虹梁、海老虹梁、手挟の若葉文、渦文、袖切り線が見られる。覆屋の中にあり、保存状態は良好。1991年（平成3年）3月29日、県から有形文化財に指定された。。

### コウヤマキ
コウヤマキは一般に福島県域が北限だが、1927年（昭和2年）に高野山から植樹された。樹高19m、根本周囲2.77m、胸高周囲1.79m。1995年11月6日、胆沢町（現・奥州市）から天然記念物に指定された。

## 境内

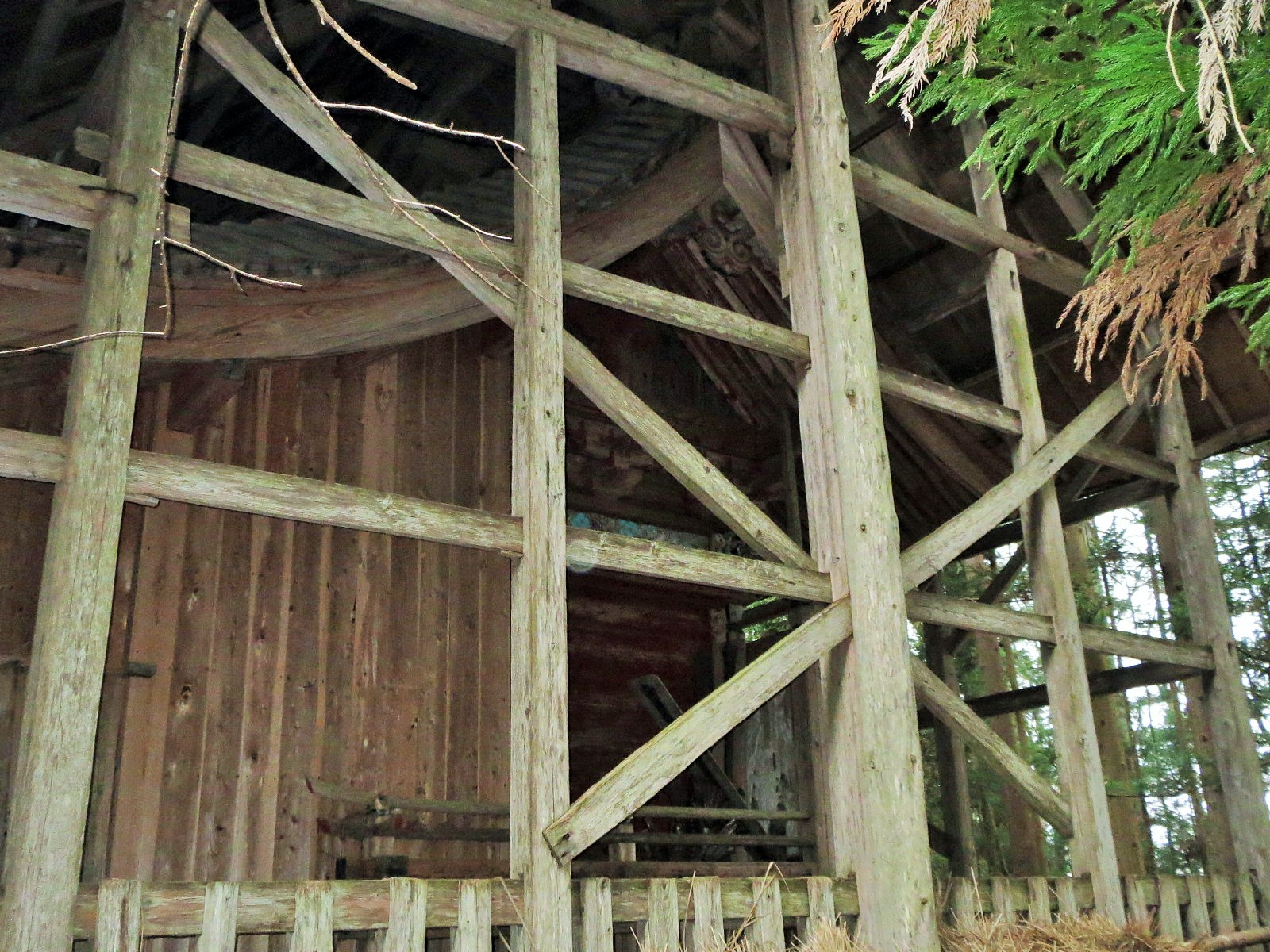
八幡神社本殿
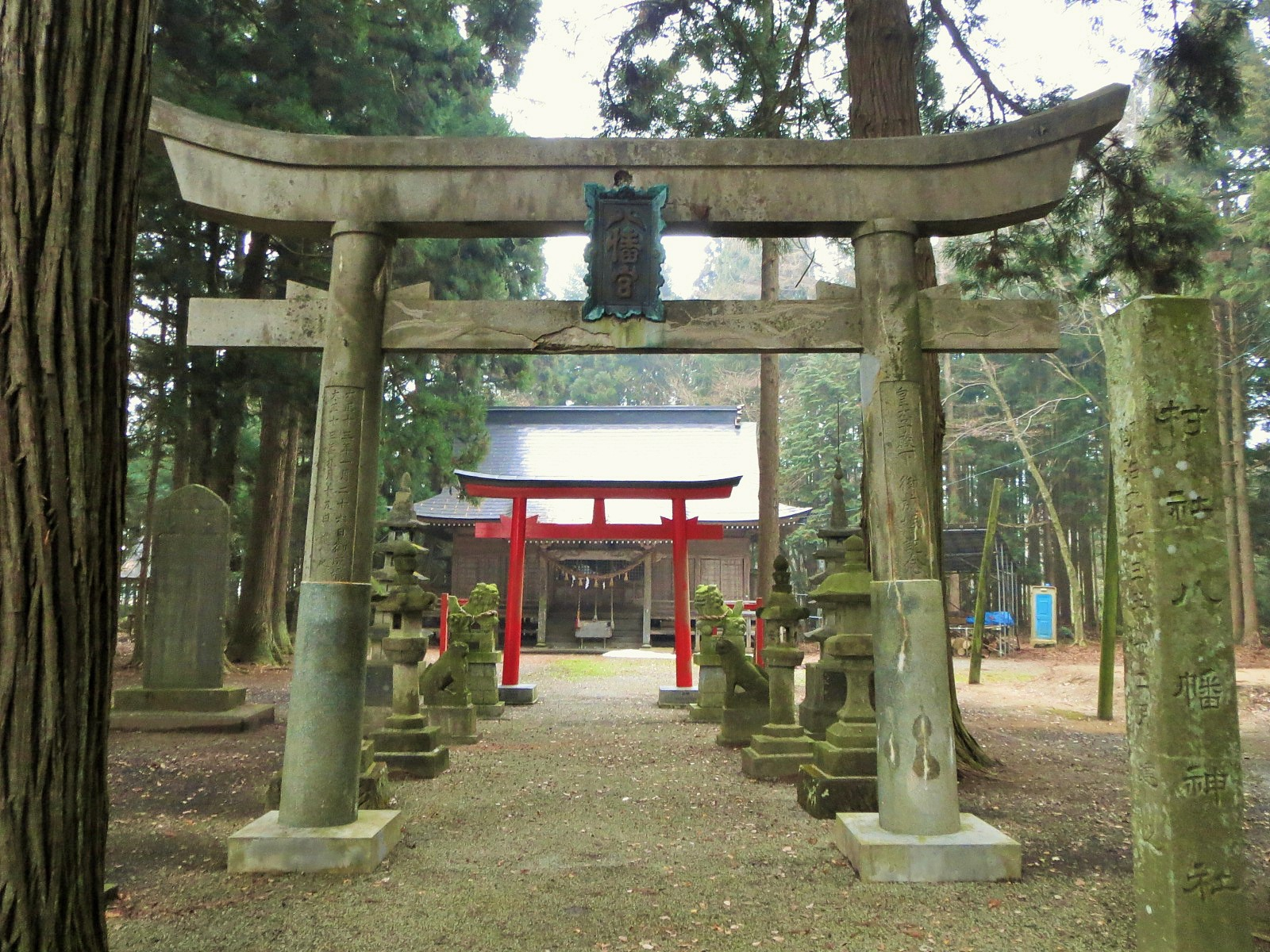
八幡神社鳥居

## 現地情報
所在地
- 岩手県奥州市胆沢区小山字八幡堂69

交通アクセス
- 東北自動車道奥州スマートICより車10分

駐車場
- あり